# Jeffrey J. Kripal
Jeffrey John Kripal (Hebron, Nebraska, 1962) es un profesor universitario estadounidense. Es titular de la cátedra J. Newton Rayzor de filosofía y pensamiento religioso en la Universidad Rice de Houston, Texas.
Su trabajo incluye el estudio de la erótica y la ética comparadas en la literatura mística, las traducciones contraculturales estadounidenses de las religiones asiáticas y la historia del esoterismo occidental desde el gnosticismo hasta las religiones de la nueva era.

## Biografía profesional
Jeffrey J. Kripal es el decano asociado de la facultad de Humanidades y ocupa la cátedra J. Newton Rayzor de filosofía y pensamiento religioso en la Universidad de Rice, donde presidió el departamento de religión durante ocho años y ayudó a crear el programa GEM, una concentración doctoral en el estudio del gnosticismo, esoterismo y misticismo que es el programa más grande de su tipo en el mundo.

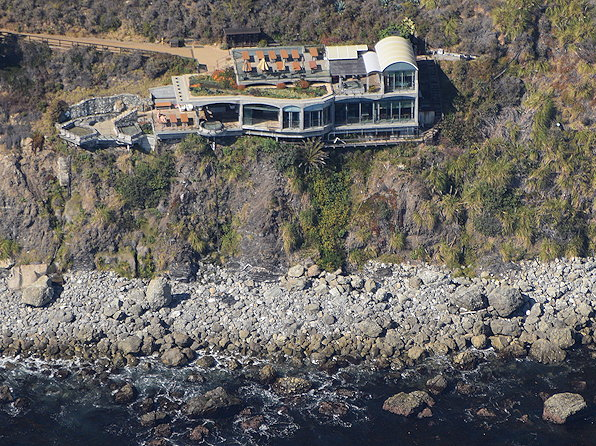
Vista aérea de Slate's Hot Springs en el Instituto Esalen.

Es el director asociado del centro de teoría e investigación del Instituto Esalen en Big Sur, California, donde también se desempeña como presidente de la junta.
Jeff es autor o coautor de once libros, siete de los cuales fueron publicados por The University of Chicago Press, incluido, más recientemente, un manifiesto de memorias titulado Secret Body: Erotic and Esoteric Currents in the History of Religions (Chicago, 2017).
También ha sido editor jefe de la serie de manuales Macmillan sobre religión (diez volúmenes, 2015-2016).
Está especializado en el estudio de los estados religiosos extremos y en la revisión de un nuevo comparativismo, sobre todo porque ambos implican volver a poner "lo imposible" sobre la mesa de los estudiosos.
Actualmente está trabajando en un estudio de tres volúmenes sobre las corrientes paranormales en la historia de las religiones y las ciencias para The University of Chicago Press, titulado colectivamente The Super Story: Science (Fiction) and Some Emergent Mythologies.
Hasta el momento los títulos correspondientes son:
1. The Physics of Mystics: Super Natural Experiences of the Cosmos and their Special Effects.
2. Biological Gods: Evolution, Intelligent Plants, Spectral Monsters, and the Future of the Human(ities).
3. How to Cultivate Superpowers: The Technological Occult, Ecological Crisis, and the End of All Things.

### Perspectiva
El autor afirma que su pensamiento está en deuda con la filosofía griega antigua tanto a nivel sustantivo como descriptivo o histórico, en particular con los dos diálogos eróticos de Platón, El banquete y Fedro, y la doctrina de Plotino de la Mente cósmica o nous:
1. Sustancialmente, sostiene una filosofía de la mente muy similar a la que aparentemente sostuvo Plotino, una que ve el cuerpo-cerebro como un "filtro" o "transmisor" de la consciencia en lugar de su productor.
2. Descriptiva e históricamente, se ha interesado especialmente en cómo estas mismas corrientes noéticas fueron recogidas y transformadas por varias de las primeras comunidades judías y cristianas, con su énfasis en una gnosis innata e inmediata o "conocimiento místico", y transmitidas a nosotros hoy a través de la largas y complejas historias del hermetismo, el esoterismo occidental, la herejía cristiana, el mesmerismo, el espiritismo, el ocultismo moderno, las recepciones místicas y contraculturales de las religiones asiáticas y, más recientemente, los movimientos metafísicos y las corrientes paranormales como el movimiento del potencial humano, la literatura new age y la literatura psi-fi de figuras como Philip K. Dick, Whitley Strieber y Grant Morrison.

En este punto aparece su propio transhumanismo. O sobrehumanismo. El filósofo y ufólogo francés Aimé Michel (mucho antes que Foucault o los transhumanistas) llamó a estas otras mentalidades futuras "la pensée surhumaine ou non-humane" ("pensamiento sobrehumano o no humano"). Y comparó el abismo que se abre entre estas otras mentalidades y nuestras humanidades actuales con la situación de un hombre que intenta comunicarse con su perro mascota. Michel también comparó nuestra situación con la de los humanos modernos que intentan comunicarse con los chimpancés. La última imagen es la analogía más cercana, creía, ya que lo que parece separar la "pensée surhumaine" de la "pensée humaine" del presente es un salto evolutivo.
Este era precisamente el punto de Nietzsche con su famosa línea enigmática sobre la condición humana actual suspendida, como una cuerda tensa, entre el simio del pasado y el futuro Superman (Übermensch). No es casualidad que Nietzsche también estuviera profundamente informado por la antigua cultura griega, donde los dioses se vuelven humanos y los humanos se vuelven dioses, y escribió abiertamente sobre sus propias experiencias precognitivas, místicas y paranormales que trascendían el espacio y el tiempo tal y como (falsamente) los suponemos. El Superhombre no era una mera metáfora para él. Era una posibilidad y una realidad constante.
Reconoce sin embargo que es mejor dejar tales pensamientos para el futuro, ya que nos llevarían mucho más allá de las posibilidades imaginativas y las estructuras institucionales actuales de las humanidades en la universidad, dudando que estuviéramos preparados para ello. Allí, después de todo, en el horizonte más lejano del pensamiento, las humanidades se convertirían en superhumanidades.

## Impacto académico

### Kali's Child

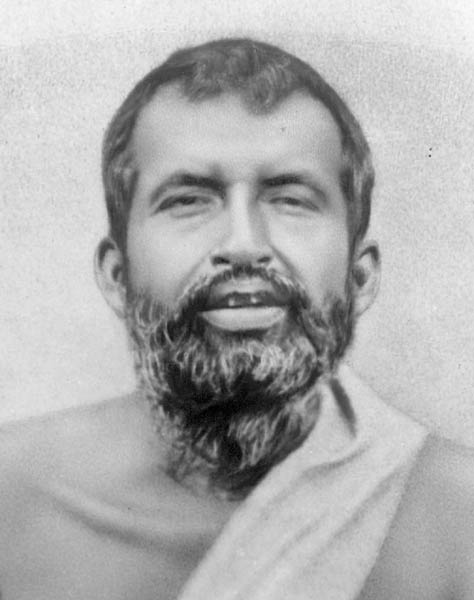
Ramakrishna.

La obra de Kripal de 1995 Kali's Child: The Mystical and the Erotic in the Life and Teachings of Ramakrishna es un estudio sobre el místico bengalí Ramakrishna. El libro es un estudio psicoanalítico que argumenta que las experiencias místicas de Ramakrishna tenían una fuerte dimensión homoerótica. Ganó el premio de historia de las religiones de la Academia Americana de Religión al primer mejor libro de 1995. En 1998 se publicó una segunda edición revisada. El libro ha sido objeto de controversia desde su publicación inicial en 1995. Sus afirmaciones han sido cuestionadas por los estudiosos y por Alan Roland, así como por miembros de la Misión Ramakrishna (Swami Tyagananda y Pravrajika Vrajaprana), a menudo por errores de traducción. Sin embargo, el estudioso de Bengala Brian Hatcher ha defendido las traducciones de Kripal.

### Esalen: America and the Religion of No Religion

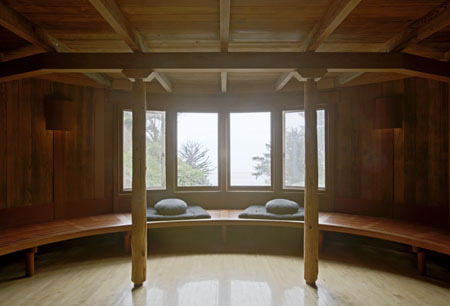
Habitación de meditación en el Instituto Esalen.

En 2007, The University of Chicago Press publicó Esalen: America and the Religion of No Religion, en la que Kripal describe el Instituto Esalen, un centro de retiro y grupo de expertos ubicado en Big Sur, California. Escribiendo en el Journal of American History, Catherine Albanese lo calificó "una impresión muy personal que también es un excelente ejercicio historiográfico y un trabajo magistral de crítica cultural analítica.

### Authors of the Impossible
El libro de Kripal de 2011 rastrea la historia de los fenómenos psíquicos en los últimos dos siglos. El libro describe a cuatro escritores: el investigador psíquico británico F. W. H. Myers, el escritor anomalista y humorista estadounidense Charles Fort, el astrónomo, informático y ufólogo Jacques Vallée, y el filósofo francés Bertrand Méheust.

### Chronicle of Higher Education
En un artículo de marzo de 2014 para The Chronicle of Higher Education, "Visions of the Impossible", Kripal citó a Mark Twain, quien escribió que un sueño sobre la muerte de su hermano parecía hacerse realidad en detalle unas semanas después. Kripal escribe que

La insistencia del desacreditador profesional, entonces, en que los fenómenos siguen sus reglas y aparecen para que todos los vean en un laboratorio seguro y estéril es poco más que una señal de su propia ignorancia de la naturaleza de los fenómenos en cuestión.

El artículo de Kripal fue criticado por Jerry Coyne en The New Republic como "el último argumento contra la ciencia".

### The Flip(El vuelco)
Este libro de 2019, su última obra (The Flip: Epiphanies of Mind and the Future of Knowledge, publicada en castellano como El vuelco. Epifanías de la mente y el futuro del conocimiento, Ediciones Atalanta, 2022), trata sobre las experiencias extraordinarias de científicos y profesionales de la medicina que debido a ellas dan un "vuelco" de una cosmovisión materialista a una en la que la mente es fundamental, incluso de naturaleza y alcance cósmicos.
Las historias fantásticas que apuntan a la naturaleza cósmica de la consciencia están literalmente en todas partes, desde la historia global de las religiones, pasando por la literatura moderna sobre las experiencias cercanas a la muerte, hasta la fascinación cultural popular por lo paranormal.
Los científicos y los profesionales médicos han tratado de acordonarlas etiquetándolas como anecdóticas o declarándolas alucinantes o no científicas. La obra aborda lo que sucede cuando tales epifanías de la mente les suceden a los propios científicos y médicos, qué sucede cuando tales profesionales son "volteados" de una cosmovisión materialista a una en la que la mente es fundamental, incluso cósmica en alcance, naturaleza e intención.

## Crítica
El empresario Rajiv Malhotra ha cuestionado la visión y el enfoque que Kripal adopta en Kali's Child, junto con el enfoque adoptado por muchos otros académicos de la India. En su libro Invading the Sacred: An Analysis of Hinduism Studies in America, las críticas de Malhotra se basan principalmente en el trabajo de Swami Tyagananda.
A raíz de críticas como las de Malhotra, Kripal formó parte de un grupo de académicos que recibieron amenazas de muerte y agresiones físicas de hindúes ofendidos por sus representaciones. Posteriormente cambió su enfoque de investigación del hinduismo y afirmó: "Me mantuve firme y respondí lo mejor que pude durante unos seis o siete años. Al cabo de un tiempo, el tema me agotó. En algún momento sentí que ya no valía la pena, que estaba empezando a afectar mi salud. No podía ir a ninguna parte, a ninguna conferencia ni nada, sin tener que lidiar con la policía del pensamiento, por así decirlo".

## Obra

### Libros de su autoría
- Kali's Child: The Mystical and the Erotic in the Life and Teachings of Ramakrishna (Chicago, 1995, 1998), ISBN 978-0-226-45377-4
- Roads of Excess, Palaces of Wisdom: Eroticism and Reflexivity in the Study of Mysticism (Chicago, 2001), ISBN 978-0-226-45379-8
- The Serpent's Gift: Gnostic Reflections on the Study of Religion (University of Chicago Press, 2006), ISBN 978-0-226-45381-1
- Esalen: America and the Religion of No Religion (Chicago, 2007), ISBN 978-0-226-45370-5
- Authors of the Impossible: The Paranormal and the Sacred (University of Chicago Press, 2010), ISBN 978-0-226-45386-6; en castellano Editorial Kairós, 2012.
- Mutants and Mystics: Science Fiction, Superhero Comics, and the Paranormal (Chicago: University of Chicago Press, 2011), ISBN 978-0-226-45383-5
- Super Natural: A New Vision of the Unexplained, y Whitley Strieber (New York: Tarcher, Penguin, 2016), ISBN 978-1-101-98232-7
- Secret Body: Erotic and Esoteric Currents in the History of Religions (Chicago: University of Chicago Press, 2017), ISBN 978-0-226-12682-1
- Changed in a Flash: One Woman's Near-Death Experience and Why a Scholar Thinks It Empowers Us All, junto a Elizabeth G. Krohn (Berkeley, California: North Atlantic Books, 2018), ISBN 978-1-623-17303-6
- The Flip: Epiphanies of Mind and the Future of Knowledge (New York: Bellevue Literary Press, 2019), ISBN 978-1942658528; en castellano Ediciones Atalanta, 2022.[23]
- The Superhumanities: Historical Precedents, Moral Objections, New Realities (Chicago: University of Chicago Press, 2022), ISBN 978-0226820248

### Libros editados
- Vishnu on Freud's Desk: A Reader in Psychoanalysis and Hinduism, editado con T.G. Vaidyanathan (Oxford, 1999), ISBN 978-0-19-565835-4
- Crossing Boundaries: Essays on the Ethical Status of Mysticism, editado con G. William Barnard (Seven Bridges, 2002), ISBN 978-1-889119-25-0
- Encountering Kali: In the Margins, at the Center, in the West, editado con Rachel Fell McDermott (California, 2003), ISBN 978-0-520-23240-2
- On the Edge of the Future: Esalen and the Evolution of American Culture, editado con Glenn Shuck (Indiana, 2005), ISBN 978-0-253-34556-1
- Hidden Intercourse: Eros and Sexuality in the History of Western Esotericism, editado con Wouter J. Hanegraaff (New York, 2010), ISBN 978-0-823-23341-0

### Artículos y ensayos
- Mystical Homoeroticism, Reductionism, and the Reality of Censorship: A Response to Gerald James Larson. Journal of the American Academy of Religion, volumen 66, número 3, páginas 627–635 (1998).
- Textuality, Sexuality, and the Future of the Past: A Response to Swami Tyagananda. Evam: Forum on Indian Representations, volumen 1, números 1–2, páginas 191–205 (2002).
- Prefacio a The Knee of Listening de Adi Da (2003).
- Comparative Mystics: Scholars as Gnostic Diplomats. Common Knowledge, volumen 3, número 10, páginas 485–517 (2004).
- "Sexuality (Overview)". The Encyclopedia of Religion, segunda edición (2005).
- "Phallus and Vagina". En Encyclopedia of Religion (2005).
- Reality Against Society: William Blake, Antinomianism, and the American Counter Culture. Common Knowledge, volumen 13, número 1 (Invierno 2007).
- Re-membering Ourselves: Some Countercultural Echoes of Contemporary Tantric Studies, ensayo principal del número inaugural, Journal of South Asian Religion, volumen 1, número 1 (2007).
- "Liminal Pedagogy: The Liberal Arts and the Transforming Ritual of Religious Studies". En How Should We Talk About Religion? Perspectives, Contexts, Particularities, editado por J. White (University of Notre Dame Press, 2006).
- "Western Popular Culture, Hindu Influences On". En The Encyclopedia of Hinduism, editado por D. Cush, C. Robinson y M. York, Routledge/Curzon (2007).
- The Rise of the Imaginal: Psychical Phenomena on the Horizon of Theory (Again). Religious Studies Review, volumen 33, número 3 (2007).
- "Myth", en The Blackwell Companion to the Study of Religion, editado por R. Segal. Wiley-VCH (2008).

## Edición en castellano
- Kripal, Jeffrey J. (2022). El vuelco. Epifanías de la mente y el futuro del conocimiento. Traducción Pablo Hermida Lazcano, cartoné, 272 páginas, colección Memoria mundi 149. Vilaür: Ediciones Atalanta. ISBN 978-84-124315-2-0.
- – (2012). Autores de lo imposible. Lo paranormal y lo sagrado. Traducción Pawel Odyniec, rústica, 528 páginas, colección Sabiduría perenne. Barcelona: Editorial Kairós. ISBN 978-84-9988-133-1.